# Augurkensoep

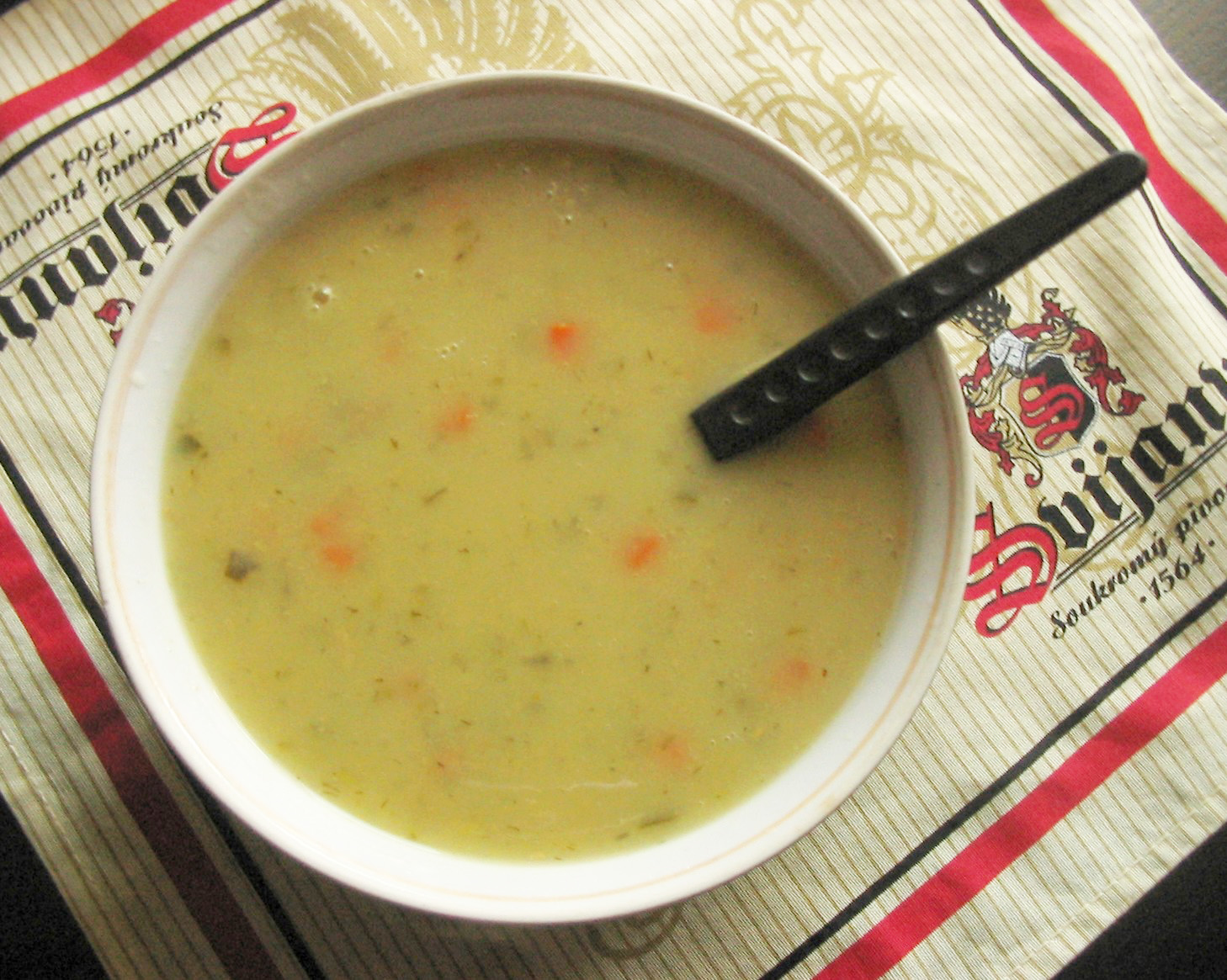
Augurkensoep

Augurkensoep (Pools: zupa ogórkowa) is een traditionele Poolse soep. Het is gemaakt van bouillon, zuur/gezouten augurken (mag ook komkommer), bloem, dille, aardappelen en zure room.